# Javi Gracia
Javier 'Javi' Gracia Carlos (n. 1 mai 1970) este un ex-fotbalist spaniol, în prezent antrenor al clubului Al Sadd.

## Palmares

### jucător
- Segunda División: 1992–93

### Antrenor
- Segunda División B: 2006–07, 2008–09